# Caroline Fletcher
Caroline „Carol“ Fletcher, später Caroline Metten, (* 22. November 1906 in Denver; † 3. April 1998) war eine Wasserspringerin aus den Vereinigten Staaten. Sie gewann eine olympische Bronzemedaille.
Caroline Fletcher trat für den Pasadena Athletic and Country Club an. 1924 war sie Hallenmeisterin der Amateur Athletic Union im Kunstspringen. Bei den Olympischen Spielen 1924 in Paris qualifizierten sich die besten drei Springerinnen aus zwei Vorrundengruppen in sechs Sprüngen vom Ein-Meter-Brett oder vom Drei-Meter-Brett für das Finale im Kunstspringen. Fletcher gewann ihre Vorrundengruppe vor zwei Schwedinnen, in der anderen Vorrundengruppe siegten zwei Landsfrauen von Fletcher vor der Österreicherin Klara Bornett. Im Endkampf siegten die drei Springerinnen aus den Vereinigten Staaten in der Reihenfolge Betty Becker vor Aileen Riggin und Caroline Fletcher.